# MAP 센서
MAP 센서(영어: MAP sensor) 또는 매니폴드 압력 센서(영어: Manifold absolute pressure sensor)는 내연 기관의 전자 제어 시스템에 사용되는 센서이다.
MAP 센서를 사용하는 엔진은 일반적으로 연료 분사식이며, 매니폴드 압력 센서는 엔진의 전자 제어 장치(ECU)에 즉각적인 매니폴드 압력 정보를 제공한다. 데이터는 공기 밀도를 계산하고 엔진의 공기 유량을 결정하는 데 사용되며, 이는 최적 연소에 필요한 연료 계량을 결정하고(화학양론 참조) 점화 시기를 앞당기거나 늦추는 데 영향을 미친다. 연료 분사 엔진은 흡입 공기 흐름을 감지하기 위해 질량 공기 흐름 센서(MAF 센서)를 사용할 수도 있다. 일반적인 자연 흡기 엔진 구성은 둘 중 하나를 사용하는 반면, 강제 유도 엔진은 일반적으로 둘 다 사용한다. 터보로 이어지는 콜드 에어 인테이크의 MAF 센서와 흡기 매니폴드의 스로틀 바디 앞의 터보 후 흡기 트랙의 MAP 센서이다.
MAP 센서 데이터는 IAT 센서(흡기 공기 온도 센서)에서 나오는 두 번째 변수를 사용하여 공기 질량 데이터로 변환할 수 있다. 이를 속도-밀도 방법이라고 한다. 엔진 회전계(RPM)는 또한 연료 공급을 결정하는 조회 테이블의 어느 부분을 결정하는 데 사용되므로 속도 밀도(엔진 속도 / 공기 밀도)가 된다. OBD II(차량 진단 시스템) 애플리케이션에서 EGR(배기 가스 재순환) 밸브의 기능을 테스트하는 데 사용할 수도 있다. 이는 OBD II가 장착된 제너럴 모터스 엔진에서 일반적인 애플리케이션이다.

## 예
다음 예는 자연 흡기 엔진에서 동일한 엔진 속도와 공기 온도를 가정한다.

### 조건 1:
매우 높은 산 꼭대기에서 완전히 열린 스로틀(WOT)로 작동하는 엔진은 약 50kPa(기본적으로 해당 고도의 기압계와 동일)의 매니폴드 압력을 갖는다.

### 조건 2:
해수면에서 동일한 엔진은 더 높은 기압으로 인해 WOT보다 낮은(도달하기 전) 매니폴드 압력 50kPa(7.25psi, 14.7inHG)를 달성한다.